# Huansheng (sockenhuvudort i Kina, Heilongjiang Sheng, lat 46,81, long 127,32)
Huansheng (kinesiska: 欢胜, 欢胜乡) är en sockenhuvudort i Kina. Den ligger i provinsen Heilongjiang, i den nordöstra delen av landet, omkring 130 kilometer nordost om provinshuvudstaden Harbin. Antalet invånare är 17 544. Befolkningen består av 8 612 kvinnor och 8 932 män. Barn under 15 år utgör 14,0 %, vuxna 15-64 år 79 %, och äldre över 65 år 6,0 %.
Runt Huansheng är det ganska tätbefolkat, med 185 invånare per kvadratkilometer. Närmaste större samhälle är Dongjin, 11,7 km sydväst om Huansheng. Trakten runt Huansheng består till största delen av jordbruksmark.
Genomsnittlig årsnederbörd är 871 millimeter. Den regnigaste månaden är juli, med i genomsnitt 215 mm nederbörd, och den torraste är januari, med 9 mm nederbörd.